# 唐津市立箞木小学校
唐津市立箞木小学校（からつしりつ うつぼぎしょうがっこう）は、佐賀県唐津市厳木町箞木にあった公立の小学校。
2024年（令和6年）3月末に唐津市立厳木小学校へ統合され、閉校した。

## 概要

### 歴史
箞木小学校は中島尋常小学校の分校であった、「岩屋分校」（1895年（明治8年）創立）と「浪瀬分校」（1878年（明治11年）創立）の2校が統合の上、1894年（明治27年）に開校した。2024年（令和6年）3月末に厳木小学校との統合により閉校した。

### 校章
校名の頭文字である「箞」の文字を中央に配している。

### 校歌
作詞・作曲ともに大河内正綱による。歌詞は3番まであり、校名は歌詞中に登場しない。

## 沿革
前史
- 1875年（明治8年）- 「岩屋小学校」（下等・中等）が設置される。
- 1876年（明治9年）
  - 4月 - 第2次府県統合により三潴県の管轄となる。
  - 5月 - 長崎県の管轄となる。
- 1878年（明治11年）
  - 10月 - 郡区町村編制法の長崎県での施行により、東松浦郡が発足。
  - この年 - 浪瀬に「中島小学校 浪瀬分校」が設置される。
- 1883年（明治16年）5月 - 佐賀県（第3次）の管轄となる。
- 1885年（明治18年）4月19日 - 岩屋小学校が隣村（田頭村）の相知小学校田頭分校と統合の上、「東川小学校」に改称。また中島小学校から浪瀬分校が分離・独立の上、「浪瀬小学校」として独立。
- 1886年（明治19年）- 小学校令が施行される。
- 1887年（明治20年）4月 - 簡易科（3年制）を設置の上、「簡易東川小学校」・「簡易浪瀬小学校」に改称。
- 1889年（明治22年）4月 - 町村制の施行により、厳木村が発足。この際、東川分校が（厳木村）岩屋分校と（相知村）東川分校に分離し、岩屋分校が尋常中島小学校に移管される。
- 1890年（明治23年）4月 - 浪瀬小学校が統合により、尋常中島小学校 浪瀬分校となる。

統合
- 1894年（明治27年）4月 - 中島尋常小学校より岩屋分校と浪瀬分校の2分校が分離・統合の上、「箞木尋常小学校」として独立。箞木に統合校舎を新設。
- 1907年（明治40年）4月 - 改正小学校令により、義務教育年限（尋常科の修業年限）が4年から6年に延長されたため、尋常科5年を新設。これに伴い、児童数が増加したため、校舎の建設に着手。
- 1908年（明治41年）
  - 4月 - 尋常科6年を新設。
  - 5月13日 - 新校舎に移転完了。この日を開校記念日と制定。
- 1919年（大正8年）5月 - 3教室を増築。
- 1915年（大正4年）
  - 4月 - 私立貝島岩屋尋常小学校の校舎が完成するまでの間、箞木小学校の校舎の一部を貸与し、尋常科1～3年生261名を収容。
  - 6月 - 私立貝島岩屋尋常小学校の校舎が本山に完成したため、校舎一部の貸与を終了。
- 1922年（大正11年）5月15日 - 高等科（修業年限2年）を設置の上、「箞木尋常高等小学校」に改称。
- 1926年（大正15年）4月 - 私立岩屋尋常小学校の卒業生（6年修了者）を高等科に受け入れる。
- 1935年（昭和10年）4月 - 青年学校令の施行により、村内の農業補習学校と小学校の高等科が統合され、厳木高等実業青年学校となったため、「箞木尋常小学校」に改称。
- 1941年（昭和16年）4月1日 - 国民学校令の施行により、「箞木国民学校」に改称。尋常科を初等科に改める。
- 1947年（昭和22年）4月1日 - 学制改革により、国民学校初等科が「厳木村立箞木小学校」に改組される。
- 1948年（昭和23年）5月 - 育友会が発足。
- 1952年（昭和27年）5月3日 - 町制施行により、「厳木町立箞木小学校」に改称。
- 1953年（昭和28年）- 講堂が完成。
- 1955年（昭和30年）8月 - 木造2階建の新校舎が完成。
- 1956年（昭和31年）4月 - 表校舎が完成。
- 1958年（昭和33年）11月 - 木造2階建の裏校舎（12教室）が完成。
- 1961年（昭和36年）9月 - プールが完成。
- 1963年（昭和38年）7月 - 完全給食を開始。
- 1972年（昭和47年）8月 - 給食センター方式に変更。
- 1987年（昭和62年）3月 - 多目的ルーム（ランチルーム）を改築。
- 1995年（平成7年）- 鉄筋コンクリート造3階建の新校舎が完成。
- 1996年（平成8年）
  - 2月 - 体育館が完成。
  - 9月 - 運動場に夜間照明が設置される。
- 2005年（平成17年）1月1日 - 唐津市への編入により、「唐津市立箞木小学校」に改称。
- 2009年（平成21年）4月1日 - 特別支援学級を設置。
- 2010年（平成22年）4月1日 - 複式学級を3・4年生で設置。
- 2011年（平成23年）4月1日 - 唐津市立本山小学校を統合。これにより、複式学級が解消。
- 2024年（令和6年）
  - 3月23日 - 閉校式を挙行。
  - 3月31日 - 閉校。

## 通学区域
住所表記で唐津市厳木町の後に「高倉、本山、新屋敷、岩屋、箞木、浪瀬」の続く地域であった。

## 進学先中学校
- 唐津市立厳木中学校

## 交通アクセス
最寄りの鉄道駅
- JR九州 唐津線 「厳木駅」と「岩屋駅」の中間地点にある。

最寄りのバス停留所
- 昭和自動車「箞木小学校前」バス停留所

最寄りの幹線道路
- 佐賀県道350号相知厳木線 「うつぼ木小学校前」交差点
- 国道203号（厳木バイパス）浪瀬ICと岩屋ICの中間地点にある。

## 周辺
- 佐賀県立厳木高等学校
- 厳木川

## 参考資料
- 「厳木町史 下巻」（2011年（平成23年）3月発行, 厳木町史編纂委員会）p.508～
- 「箞木小学校・厳木小学校閉校式（令和6年3月23日）」 - 唐津市ウェブサイト

## 関連事項
- 佐賀県小学校の廃校一覧